# Slates
Slates è un EP dei The Fall pubblicato il 27 aprile 1981 dalla Rough Trade Records.

## Tracce

### Lato A
1. Middle Mass (Steve Hanley, Marc Riley, Craig Scanlon, Mark E. Smith) – 3:32
2. An Older Lover Etc. (Paul Hanley, S. Hanley, Riley, Scanlon, Smith) – 4:36
3. Prole Art Threat (Riley, Smith) – 1:57

### Lato B
1. Fit and Working Again (Riley, P. Hanley, S. Hanley, Smith) – 2:59
2. Slates, Slags, Etc. (The Fall) – 6:34
3. Leave the Capitol (Riley, Scanlon, S. Hanley, Smith) – 4:07 (sampleⓘ)